# Georgia Simmerling
Georgia Simmerling (Vancouver, 11 marzo 1989) è un'ex sciatrice alpina, sciatrice freestyle e pistard canadese.
Ha partecipato a quattro edizioni dei Giochi olimpici in tre discipline: a Vancouver 2010 nello sci alpino, a Soči 2014 nel freestyle, e a Rio de Janeiro 2016 e Tokyo 2020 nel ciclismo su pista; in quest'ultima disciplina ha vinto, nel 2016, la medaglia di bronzo olimpica nell'inseguimento a squadre.

## Biografia

### Carriera sciistica

#### Stagioni 2005-2011
Georgia Simmerling, originaria di West Vancouver, iniziò la sua carriera sciistica gareggiando nello sci alpino: attiva in gare FIS dal dicembre del 2004, esordì in Nor-Am Cup il 3 gennaio 2006 a Mont-Sainte-Anne in slalom gigante, senza completare la prova, e in Coppa del Mondo il 7 dicembre 2008 a Lake Louise in supergigante (54ª). Ottenne il primo podio in Nor-Am Cup il 10 dicembre 2008 a Panorama in discesa libera (2ª) e il 6 dicembre 2009 colse a Lake Louise in supergigante il suo miglior piazzamento in Coppa del Mondo (29ª).
Ai XXI Giochi olimpici invernali di Vancouver 2010, suo esordio olimpico, si classificò 27ª nel supergigante; prese per l'ultima volta il via in Coppa del Mondo il 23 gennaio 2011 a Cortina d'Ampezzo in supergigante, senza completare la prova. Ottenne l'unica vittoria in Nor-Am Cup, nonché ultimo podio, il 14 febbraio 2011 ad Aspen in discesa libera e disputò la sua ultima gara nello sci alpino il giorno seguente, un'altra discesa libera di Nor-Am Cup disputata nella medesima località e che la Simmerling non portò a termine.

#### Stagioni 2012-2018
Dalla stagione 2011-2012 si dedicò al freestyle, specialità ski cross: esordì in Coppa del Mondo il 17 dicembre 2011 a San Candido (13ª) e in Nor-Am Cup l'11 febbraio 2012 a Canyons (7ª). Ottenne il primo podio in Coppa del Mondo il 23 dicembre 2012 a San Candido (2ª) e ai successivi Mondiali di Oslo/Voss 2013, suo esordio iridato, si classificò 13ª.
Ai XXII Giochi olimpici invernali di Soči 2014 si classificò 14ª; il 9 aprile dello stesso anno colse l'unico podio in Nor-Am Cup, a Sunshine (2ª). Ai Mondiali di Kreischberg 2015 fu 26ª e due anni dopo a Sierra Nevada 2017 si classificò 7ª. Ottenne l'ultimo podio in Coppa del Mondo il 22 dicembre 2017 a San Candido (3ª).
La sua ultima gara fu la prova di Coppa del Mondo disputata il 20 gennaio 2018 a Nakiska. Già qualificatasi per i Giochi di Pyeongchang 2018, quel giorno Simmerling fu vittima, in semifinale, di un incidente che le causò la frattura di entrambe le gambe e la rottura di alcuni legamenti, e che la costrinse a sottoporsi a diverse operazioni e a un lungo recupero; dovette così saltare i suoi terzi Giochi invernali, dando l'addio all'attività sciistica durante quella stessa stagione.

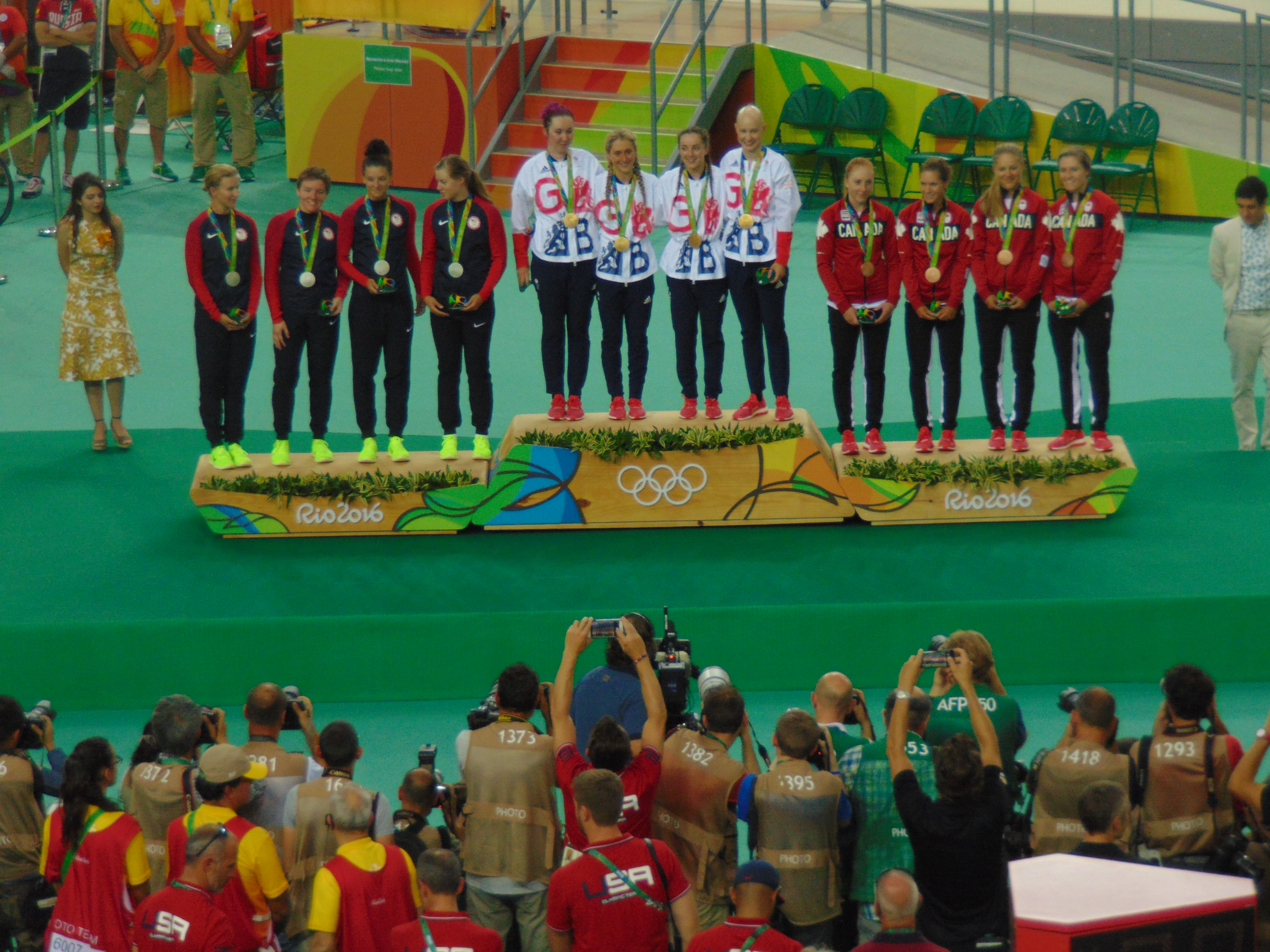
Il podio dell'inseguimento a squadre ai Giochi olimpici di

### Carriera ciclistica
Già attiva nel ciclismo su pista durante gli anni di attività sciistica, nella stagione 2015-2016 Simmerling fu protagonista con il quartetto canadese dell'inseguimento a squadre: con le compagne vinse la prova di Coppa del mondo di Hong Kong, la medaglia d'argento di specialità ai Mondiali 2016 a Londra e, soprattutto, il 13 agosto 2016, la medaglia di bronzo di specialità ai Giochi olimpici estivi di Rio de Janeiro 2016 in squadra con Allison Beveridge, Laura Brown, Jasmin Glaesser e Kirsti Lay.
Parte della squadra della pista canadese anche nel successivo quadriennio olimpico, ai campionati panamericani 2019 di Cochabamba vinse il titolo continentale sia nell'inseguimento individuale che in quello a squadre, mentre ai Mondiali non andò oltre due quarti posti nell'inseguimento a squadre, a Pruszków 2019 e Berlino 2020. Il quadriennio si chiuse con il quarto posto nell'inseguimento a squadre, in quartetto con Allison Beveridge, Ariane Bonhomme, Jasmin Duehring e Annie Foreman-Mackey, ai Giochi olimpici di Tokyo 2020.
Nel settembre 2021, dopo i Giochi di Tokyo, Simmerling annunciò il proprio ritiro dall'agonismo.

## Palmarès

### Sci alpino

#### Coppa del Mondo
- Miglior piazzamento in classifica generale: 129ª nel 2010

#### Nor-Am Cup
- Miglior piazzamento in classifica generale: 4ª nel 2010
- 10 podi:
  - 1 vittoria
  - 6 secondi posti
  - 3 terzi posti

##### Nor-Am Cup - vittorie
| Data             | Località | Paese       | Specialità |
| ---------------- | -------- | ----------- | ---------- |
| 14 febbraio 2011 | Aspen    | Stati Uniti | DH         |

Legenda:

DH = discesa libera

#### South American Cup
- Miglior piazzamento in classifica generale: 5ª nel 2009
- Vincitrice della classifica di discesa libera nel 2009
- 3 podi:
  - 3 vittorie

##### South American Cup - vittorie
| Data           | Località       | Paese     | Specialità |
| -------------- | -------------- | --------- | ---------- |
| 21 agosto 2007 | Cerro Catedral | Argentina | GS         |
| 28 agosto 2008 | La Parva       | Cile      | DH         |
| 29 agosto 2008 | La Parva       | Cile      | DH         |

Legenda:

DH = discesa libera

GS = slalom gigante

#### Campionati canadesi
- 1 medaglia:
  - 1 bronzo (supergigante nel 2008)

### Freestyle

#### Coppa del Mondo
- Miglior piazzamento in classifica generale: 22ª nel 2018
- Miglior piazzamento nella classifica di ski cross: 6ª nel 2014 e nel 2018
- 9 podi:
  - 5 secondi posti
  - 4 terzi posti

#### Coppa Europa
- Miglior piazzamento nella classifica di ski cross: 23ª nel 2018
- 1 podio:
  - 1 vittoria

##### Coppa Europa - vittorie
| Data             | Località | Paese   | Specialità |
| ---------------- | -------- | ------- | ---------- |
| 26 novembre 2017 | Pitztal  | Austria | SX         |

Legenda:

SX = ski cross

#### Nor-Am Cup
- Miglior piazzamento nella classifica di ski cross: 15ª nel 2014
- 1 podio:
  - 1 secondo posto

#### South American Cup
- 1 podio:
  - 1 vittoria

##### South American Cup - vittorie
| Data          | Località           | Paese | Specialità |
| ------------- | ------------------ | ----- | ---------- |
| 7 agosto 2011 | Nevados de Chillán | Cile  | SX         |

Legenda:

SX = ski cross

#### Campionati canadesi
- 1 medaglia:
  - 1 argento (ski cross nel 2014)

### Ciclismo

#### Olimpiadi
- 1 medaglia:
  - 1 bronzo (inseguimento a squadre a Rio de Janeiro 2016)

#### Mondiali
- 1 medaglia:
  - 1 argento (inseguimento a squadre a Londra 2016)

#### Coppa del Mondo
- 4 podi (a squadre):
  - 1 vittoria
  - 1 secondo posto
  - 2 terzi posti

##### Coppa del Mondo - vittorie
| Data | Località  | Paese | Specialità                                                    |
| ---- | --------- | ----- | ------------------------------------------------------------- |
| 2016 | Hong Kong | Cina  | IN (con Laura Brown, Annie Foreman-MacKey e Stephanie Roorda) |

Legenda:

IN = inseguimento

#### Campionati canadesi
- 3 medaglie:
  - 2 ori (inseguimento a squadre nel 2015; inseguimento nel 2019)
  - 1 argento (inseguimento a squadre nel 2019)